# 달방댐
달방댐은 강원도 동해시 삼화동 일대에 있는 대한민국의 댐이다. 1986년 11월에 착공하여 1990년 5월에 준공되었다. 높이 39.5m, 길이 292m, 총 저수량 771만 m3의 용수전용으로 홍수 조절 및 생활용수와 공업용수를 공급하는 역할만 하며 발전시설은 없다.

## 시설 개요
- 위치 : 강원도 동해시 삼화동 일대
- 사업기간 : 1986년 11월 ~ 1990년 5월

### 본댐
- 길이 : 292m
- 높이 : 39.5m

### 저수지
- 명칭 : 달방저수지
- 총 저수용량 : 771만 m3
- 유역면적 : 29.4 km2

## 이용 현황
- 달방댐은 동해시에 생활용수, 공업용수 및 하천 유지용수 등을 공급한다.

## 같이 보기
- 광동댐